# Klejówkowate
Klejówkowate (Gomphidiaceae Maire ex Jülich) – rodzina grzybów z rzędu borowikowców (Boletales).

## Charakterystyka
Grzyby naziemne, towarzyszące drzewom iglastym. Wytwarzają mięsiste owocniki o lepkich, śluzowatych (sporadycznie suchych) kapeluszach z podwiniętym brzegiem, umieszczonych centralnie na pełnych trzonach. Osłona ich blaszkowego hymenoforu ma postać śluzowatej błony lub nitek. Blaszki zbiegające, dość grube, rzadko rozstawione, po dojrzeniu ciemnobrązowe lub czarne. Zarodniki klejówkowatych mają wrzecionowaty kształt, a ich wysyp ma barwę oliwkowoczarną lub czarną.

## Systematyka
Pozycja w klasyfikacji według Index Fungorum: Gomphaceae, Gomphales, Phallomycetidae, Agaricomycetes, Agaricomycotina, Basidiomycota, Fungi.
Według Index Fungorum bazującego na Dictionary of the Fungi do rodziny Gomphidiaceae należą rodzaje:
- Chroogomphus (Singer) O.K. Mill. 1964 – klejek
- Cystogomphus Singer 1942
- Gomphidius Fr. 1836 – klejówka
- Gomphogaster O.K. Mill. 1973[3].